# 笑福亭枝鶴 (6代目)
六代目 笑福亭 枝鶴（しょうふくてい しかく、1957年6月26日 - ）は、大阪市福島区出身の落語家。所属事務所は松竹芸能、上方落語協会会員。本名∶松高 良和。

## 来歴
摂津市立摂津小学校、摂津市立摂津第一中学校卒業。
1975年1月1日に5代目笑福亭枝鶴に入門。翌1976年3月に大阪府立摂津高等学校（高校では落語研究会に所属 高座名は摂笑亭和輔）卒業後、同年12月に新世界新花月にて「笑福亭小つる」の高座名で初舞台。1978年からは毎日放送の「スタジオ2時」のコーナー「テレビ歌謡体操」の体操のお兄さんで一躍注目を浴びる。ところが同年以降、師匠の枝鶴が破門と復帰を何度も繰り返したことから、1984年より大師匠の6代目笑福亭松鶴門下へ移る（のちに枝鶴は再復帰するが、小つるはそのまま松鶴の弟子扱いとなる）。
1982年12月14日、桂小春（現：桂小春団治 (3代目)）、MAKOTO（現：北野誠）とコントユニット「ギャグ性感隊」を結成。
1986年9月5日に大師匠の松鶴が死去。翌1987年に6代目松鶴一周忌記念落語会が行われたが、そこで大トリを務めるはずの5代目枝鶴が欠席し、このために所属の松竹芸能を契約解除の上、上方落語協会からも追放されて完全引退すると言う事態を引き起こしてしまい、これ以降小つるは（元師匠である）5代目枝鶴とは音信不通状態となってしまった。
香川県で行われている「かがわ落語塾」では、大人や子供に落語を教える塾長として活動している。 KBS滋賀「さんさんわいど滋賀」、山口放送ラジオ「ネットDEドタキャン」、テレビ山口「テレビ山口くん」、西日本放送「情報てんこもりラジオでDON」「日曜V!V!V!テレビ」「おはよう落語」（ラジオ大阪、土曜日、7時5分から20分）など司会業を行なっていたこともある。テレビドラマ等にも出演。
2008年7月12日に「6代目笑福亭枝鶴」を襲名することが発表され、2010年10月22日、国立文楽劇場での襲名披露興行を皮切りに、天満天神繁昌亭、旧金毘羅大芝居、ルネッサながとでも襲名披露興行を開催。
2022年2月15日、弟子の笑福亭鶴太が廃業。廃業理由は明らかにされていない。
2025年6月9日、この年の9月に予定している独演会『芸歴五十年記念の会in心斎橋角座』の記者発表会の席で「（私の師匠だった）5代目枝鶴が2018年1月8日に大阪市大正区で死亡していた」こと、晩年の5代目枝鶴が生活保護を受け、認知症を患って施設に収容されていたことなどを明らかにした。なお5代目枝鶴の死亡を知って6代目松鶴一門の総領弟子であった三代目笑福亭仁鶴（2021年没）がショックを受けると考え、その存命中に発表できなかったこと、本年が自身の芸歴50年という節目となることからかつての師匠の死を公表するタイミングとして選んだことなどを明らかにしている。